# Aglaops albipennis
Aglaops albipennis is een vlinder uit de familie van de grasmotten (Crambidae). De wetenschappelijke naam van de soort is voor het eerst gepubliceerd in 2000 door Hiroshi Inoue.
De soort komt voor in Japan.